# Lapparentosaurus
Lapparentosaurus és un gènere de dinosaures sauròpodes macronarians del Juràssic mitjà. Els seus fòssils es van trobar a Madagascar.
El 1895 Richard Lydekker va donar nom a una nova espècie de Bothriospondylus, B. madagascariensis basant-se en fòssils trobata abans de 1894 per J.T. Last a la Conca Majunga en capes del Bathonià de la Formació Isalo III. El 1986 José Fernando Bonaparte va donar nom a un gènere separat. L'espècie tipus i l'única espècie coneguda ésLapparentosaurus madagascariensis. El nom del gènere honora Albert-Félix de Lapparent.